# 社會批判美學
社會批判美學是法蘭克福學派的一個觀點，自稱是從馬克思主義的立場出發，來解釋現代社會生活的各個方向，統稱社會批判理論。

## 代表思想家
- 馬爾庫塞